# Johann Peter Hillen
Johann Peter Hillen (* 2. Februar 1832 in Peterswald (seit 1970 Peterswald-Löffelscheid als Ortsteil der Verbandsgemeinde Zell (Mosel)); † 26. Juni 1911 in Trier) war ein deutscher römisch-katholischer Geistlicher. Er war Pfarrer von Dillingen/Saar und Dechant des Dekanats Lebach.

## Leben

### Jugend und Ausbildung
Johann Peter Hillen wurde als Sohn von Peter Hillen (1797–1848) und Margaretha Wagner (* 1803) am 2. Februar 1832 in Peterswald geboren. Er besuchte das Bischöfliche Konvikt in Trier und trat nach dem Abitur am Königlich-Preußischen Gymnasium in das Trierer Priesterseminar ein. 1857 wurde er in Trier zum Priester geweiht und als Kaplan der Pfarrgemeinde Mariae Himmelfahrt in Bombogen (heute Stadtteil von Wittlich) zugewiesen. Seit dem 14. Februar 1860 war Hillen Kaplan der Pfarrei St. Laurentius in Saarburg.

### Pfarrstellen
Am 20. Oktober 1861 zum Pfarrer der Pfarrei St. Antonius in Bleckhausen in der Eifel (heute Verbandsgemeinde Daun) bestellt. Das Amt versah er bis zu seiner Versetzung nach Dillingen im Jahr 1868 und seiner Ernennung zum Pfarrer an St. Johann (Baptist) in Dillingen/Saar.

#### Kulturkampf in Dillingen
Als Folge des Kulturkampfes, des Konfliktes zwischen dem Königreich Preußen bzw. später dem Deutschen Kaiserreich unter Reichskanzler Otto von Bismarck und der katholischen Kirche war die Pfarrstelle der Dillingen benachbarten Pfarrei St. Maximin in der Gemeinde Pachten, die seit dem Jahr 1868 vakant war, nicht mehr besetzt worden. Somit musste Hillen gleichzeitig von 1870 bis 1893 die Pfarrei Pachten mitbetreuen. Hier baute er in den Jahren 1871 bis 1873 ein Pfarrhaus.
Im Kulturkampf war Dillingen als hauptsächlich katholisch geprägte Gemeinde stark betroffen. Hillen wurde das Gehalt gesperrt, sodass er durch freiwillige Spenden der Dillinger Bevölkerung versorgt werden musste. Darüber hinaus wurde Hillen die Schulinspektion entzogen.
Die Pläne für Kirchenneubauten in Pachten und Dillingen rückten dadurch in weite Ferne. Die sozial-karitative Tätigkeit der Kirche in Dillingen und Pachten wurde nahezu unmöglich. Unter den Verhältnissen des Kulturkampfes in Dillingen verstärkten sich die antipreußischen Ressentiments der katholischen Bevölkerung Dillingens. In Dillingen und in vielen Orten in der Umgebung kam es zu Protestversammlungen, die die Zentrumspartei organisiert hatte. Am 5. Mai 1874 wurde der ohne staatliche Anmeldung seit Herbst 1873 in Dillingen angestellte Kaplan Julius Wilhelm Imandt verhaftet und in Saarbrücken ins Gefängnis gesperrt. Daraufhin versammelten sich in Dillingen mehrere hundert Menschen vor dem Pfarrhaus zu einer Protestkundgebung. Pfarrer Hillen forderte aber die Bevölkerung zur Ruhe gegenüber der preußischen Regierung Bismarck auf, sodass es zu keiner Eskalation kam. Imandt blieb bis Juli 1874 in Haft, wurde im September 1874 aus Preußen ausgewiesen und konnte erst nach dem Abflauen des Kulturkampfes an die Saar zurückkehren, wo er von 1888 bis 1912 Pfarrer in Roden wurde.
Probleme hatte Hillen auch mit anderen Stellenbesetzungen seiner Pfarrei: Das Amt des Küsters und Organisten in Dillingen hatte bisher ein staatlich angestellter Lehrer mitversorgt. Nun wurde ihm unter Androhung von beruflichen Konsequenzen durch den Staat die Mitarbeit in der Pfarrei verboten. Auch die Anstellung des Organisten Meiser stieß auf Schwierigkeiten, da Meiser Angehöriger der katholischen Zentrumspartei war.
Die Verbitterung der katholischen Bevölkerung hielt noch lange an, wurde dann aber durch die wirtschaftliche Prosperitätsphase in den sogenannten Gründerjahren, die den Wohlstand auch in Dillingen erheblich ansteigen ließen, gemildert.

### Kirchenbauten und Renovierungen in Pachten und Dillingen
Infolge der Raumnot in der alten Kirche in Pachten ließ Hillen im Jahr 1890 die aus dem 12. Jahrhundert stammende romanische Kirche abreißen und in den Jahren 1891/92 durch eine neugotische Kirche nach Plänen von Wilhelm Hector ersetzen.
Über dem Eingang des Neubaus im Turm ließ er ein Basrelief aus dem Vorgängerbau anbringen. Es zeigt einen Mann, möglicherweise den Hl. Maximin, der mit Kreuz und Buch gegen einen Drachen und einen Kentauren kämpft.
In Dillingen ließ Hillen die Pfarrkirche St. Johann (Baptist) zwischen 1893 und 1894 neu einrichten und ausmalen.

#### Der „Saardom“
Ab 1898 war wegen der Zunahme der Bevölkerung der Bau einer größeren Pfarrkirche am damaligen Nordrand der Stadt geplant. Architekten war Wilhelm Hector, der eine neuromanische Basilika mit zwei Türmen mit jeweils vier Schleppgauben und einem achteckigen Vierungsturm entwarf. Die Querschiffarme sollten gerade abschließen. Das Langhaus bis zur Vierung war dreijochig geplant. Diese Bau wurde nicht realisiert. Hillens Nachfolger im Amt, Mathias Joseph Prior, und Vertreter der Gemeinde verwarfen diesen Entwurf und beauftragten 1908 den jungen Trierer Architekten Peter Marx mit dem Neubau.

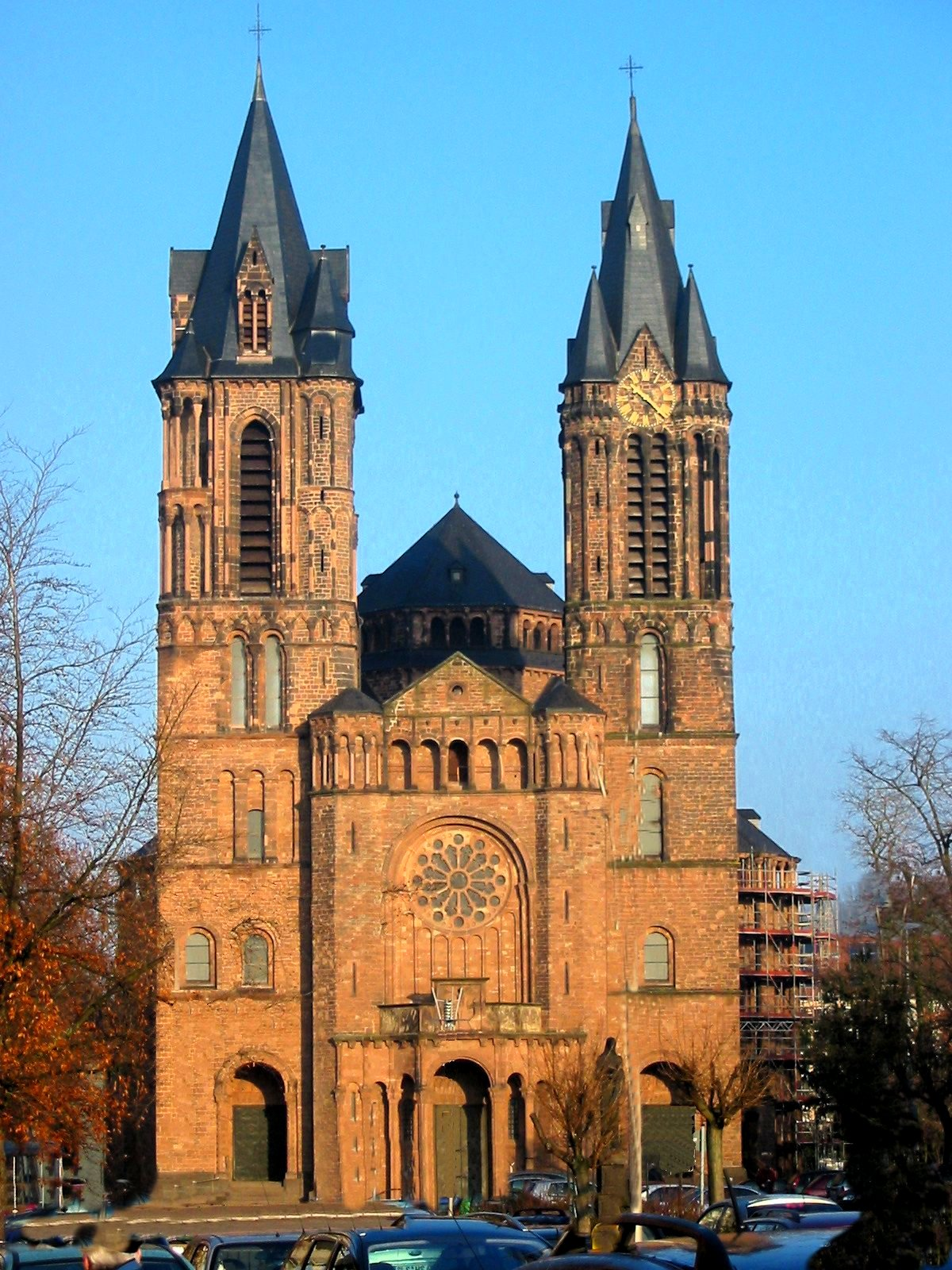
Dillingen, Kirche Hl. Sakrament, „Saardom“
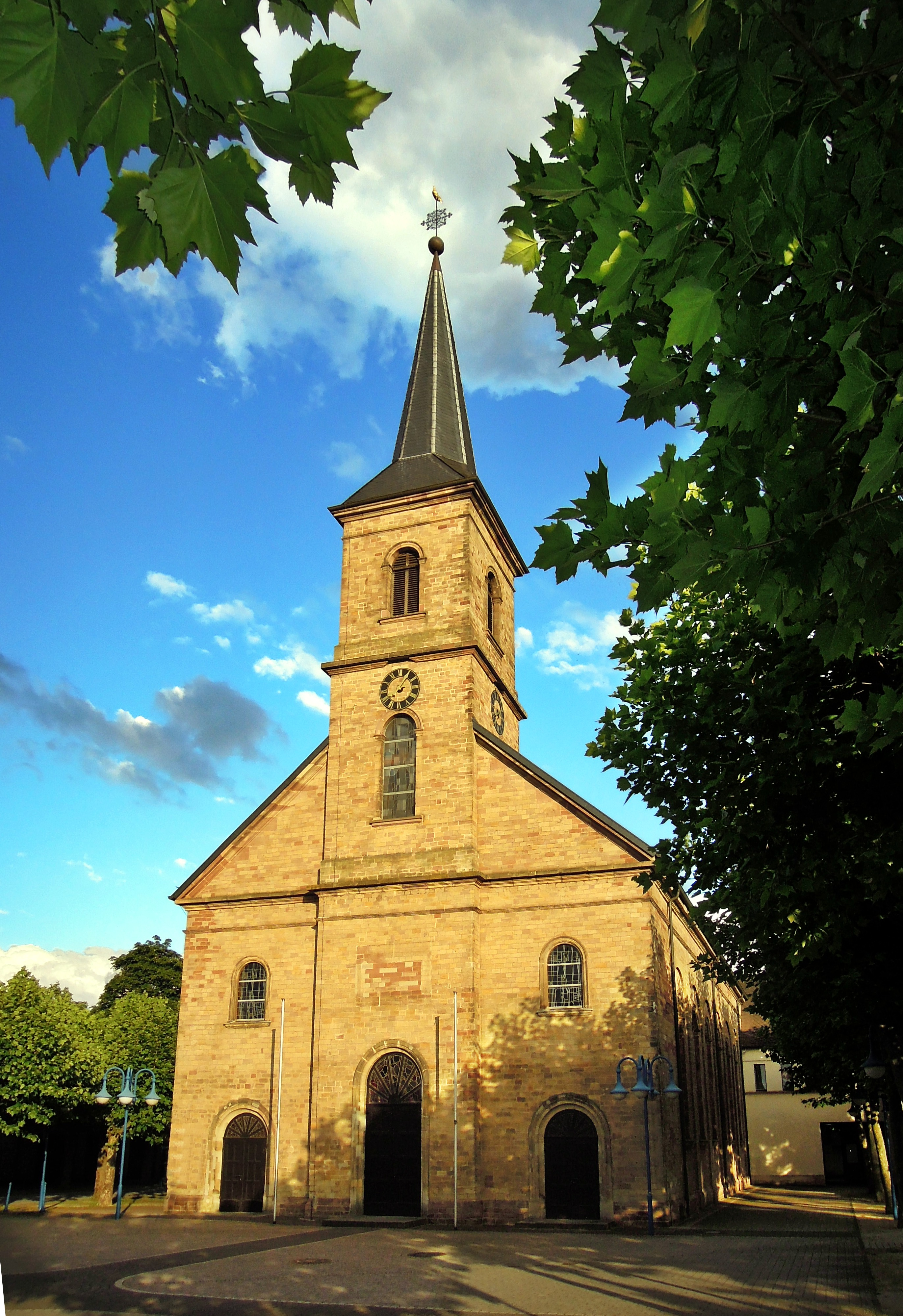
Dillingen, St. Johann Baptist
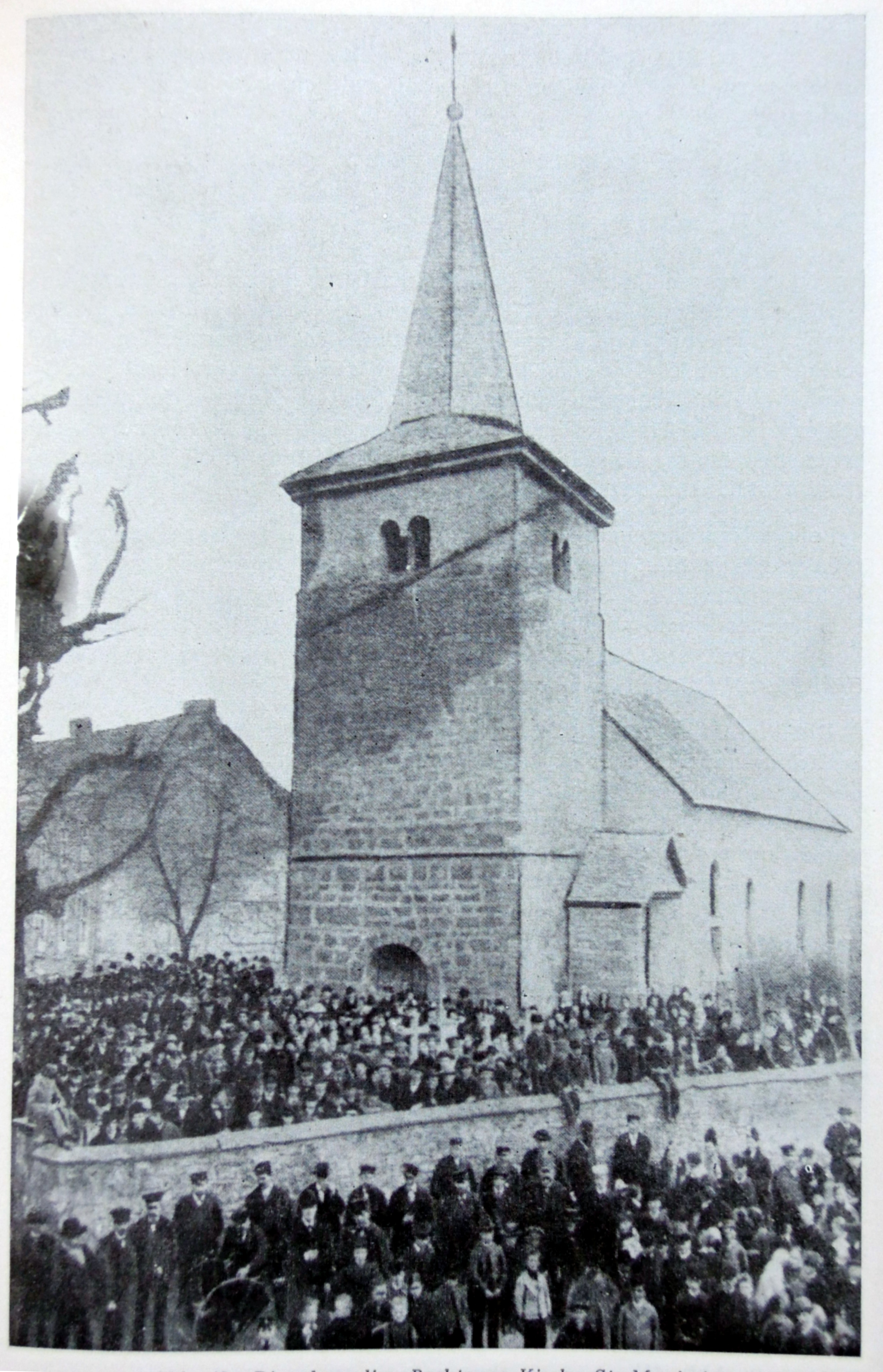
Pachten, St. Maximin, alte romanische Kirche
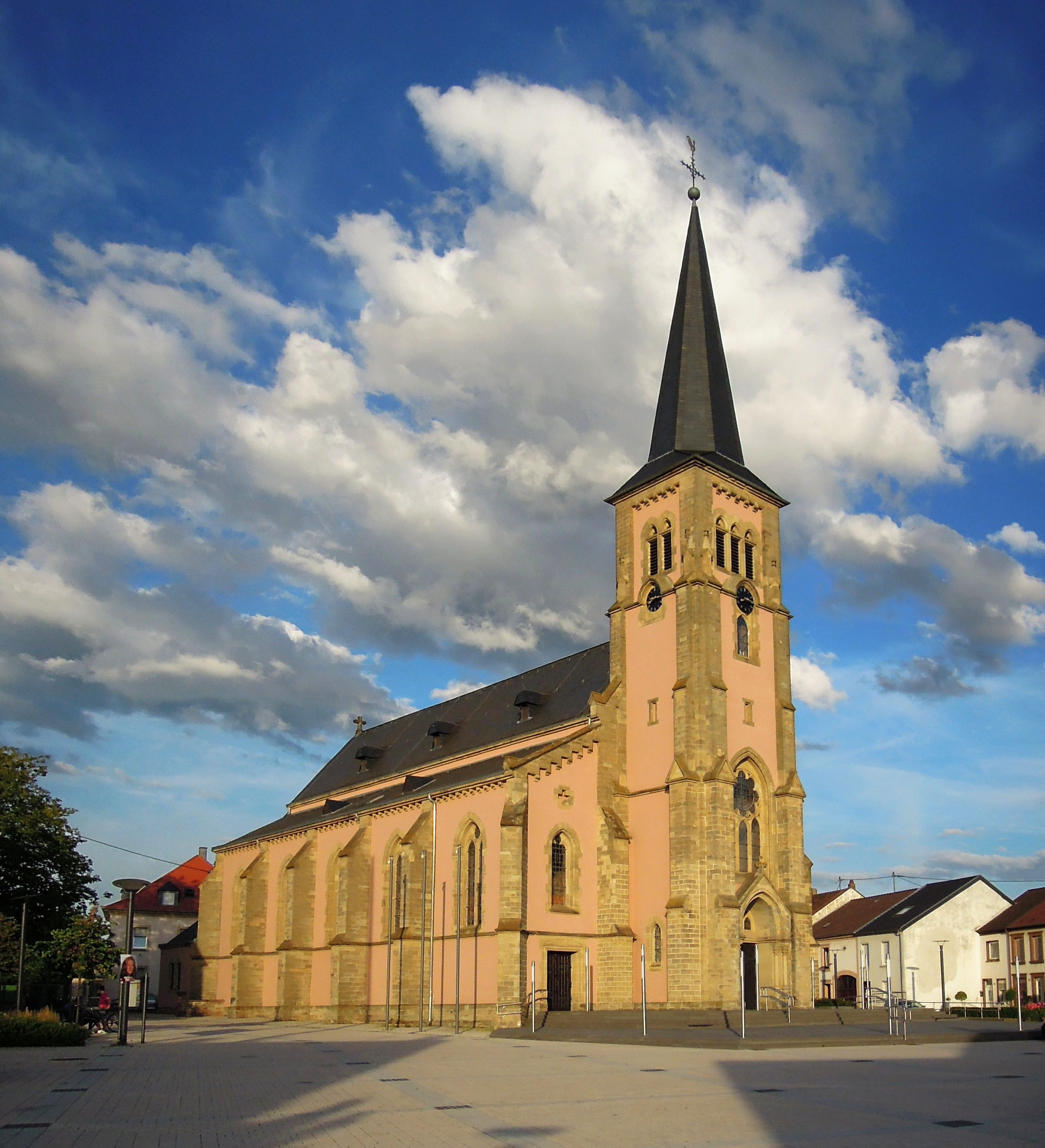
Pachten, neugotische Kirche „St. Maximin und die 14 Nothelfer“

### Dekanenamt
Am 6. Februar 1904 wurde Hillen zum Definitor des Dekanates Lebach II und am 1. Juli 1907 zum Dechant des Dekanates Lebach ernannt. Im selben Jahr feierte Hillen am 29. August in Dillingen sein Goldenes Priesterjubiläum.

### Erkrankung und Abschied von Dillingen
Wegen einer Erkrankung Hillens verzichtete er am 1. Oktober 1907 auf die Pfarrei und verließ am 14. Oktober 1907 Dillingen ohne jede Verabschiedungsfeierlichkeit. Er starb am 26. Juni 1911 in Trier und wurde hinter der alten Johanneskirche in Dillingen zu Füßen des nach ihm benannten Hillenkreuzes bestattet.

## Auszeichnungen
In Dillingen wurden nach Hillen der Hillenplatz, die Hillenstraße und die Hillenschule benannt.